# LV-5118
La  (Lleida Veïnal 5118), és una carretera de la Xarxa de Carreteres del Pirineu, situada a la comarca de l'Alt Urgell. És una carretera antigament anomenada veïnal, actualment gestionada per la Generalitat de Catalunya. La L correspon a la demarcació territorial de Lleida, i la V a la seva antiga categoria.
Té l'origen a la carretera C-14 a l'extrem de ponent del Pont de Peramola, en el seu punt quilomètric 144,3, i en un breu traçat de 5 quilòmetres mena fins a la vila de Peramola.
Discorre íntegrament pel marge dret del Segre, del qual es va separant, alhora que guanyant alçada, a mesura que s'apropa a la vila de Peramola. Del seu punt quilomètric 2,250 arrenca la carretera LV-5119.
Actualment, aquesta carretera té continuïtat en la carretera de nova creació que circueix el Pantà de Rialb pel seu marge dret, però a força alçada, fins al seu encreuament amb la C-1412b al terme de Bellfort, sumant un total de 24 quilòmetres.

## Recorregut
| Tipus de Sortida | Direcció de la sortida   | Carretera que hi enllaça | Qm |
| ---------------- | ------------------------ | ------------------------ | -- |
| LV-5118          | Creuament                | C-14                     | 0  |
|                  | Tragó                    | LV-5119                  | -  |
|                  | Peramola                 |                          | -  |
|                  | Ermita de Sant Pere Solé |                          | -  |
|                  | Politg                   |                          | -  |
|                  | La Torre de Rialb        |                          | -  |
|                  | Sant Girves de la Torre  |                          | -  |
|                  | Bellfort (C-1412b)       | C-1412b                  | 24 |